# Mansfeld-Galerie
Die Mansfeld-Galerie – Kunstsammlung des VEB Mansfeld-Kombinats „Wilhelm Pieck“ ist eine zwischen 1949 und 1990 entstandene Kunstsammlung mit Werken aus der Zeit der DDR, die überwiegend von Künstlerinnen und Künstlern aus der ehemaligen DDR sowie aus sozialistischen Bruderländern geschaffen wurden, wobei die geographische Bandbreite von der Sowjetunion, Bulgarien, Ungarn, Polen, Indien, Aserbaidschan bis Chile reicht und damit überraschend groß ist.
Die Sammlung befindet sich im Kreisarchiv Mansfeld-Südharz und umfasst derzeit über 500 dokumentierte Werke, darunter Gemälde, Grafiken, Zeichnungen, Fotografien, Plastiken und Kunstwerke im öffentlichen Raum. Sie bietet einen repräsentativen Einblick in die künstlerische Darstellung von Arbeitswelten, industriellen Landschaften und sozialistischen Lebensrealitäten in der DDR.

## Geschichte und Entstehung der Sammlung
Die Mansfeld-Galerie entstand als Kunstsammlung des Mansfeld-Kombinats, das als eines der bedeutendsten Bergbau-Unternehmen der DDR galt. "Die Werke schmückten zunächst Büros und Flure der Verwaltung, sie wurden in Kantinen und anderen Häusern des Kombinats gezeigt. Im Wandelgang des Kulturhauses der Bergarbeiter in Eisleben gab es seit den 1960er Jahren regelmäßig Ausstellungen." Nach Gudrun Riedel, welche die Leitung der Galerie seit 1967 innehatte, übernahm 1984 Sigrun Schulze die Galerieleitung. Am 21. November 1986 wurden die eigenen Räume der Mansfeld-Galerie feierlich eröffnet.
Wie viele volkseigene Betriebe förderte das Kombinat Künstler und erwarb Werke, die das Arbeitsleben, die industriellen Produktionsprozesse und die sozialistischen Ideale widerspiegelten. Die Werke wurden von Künstlern geschaffen, die sich mit den Themen Industrie, Arbeit und Gesellschaft auseinandersetzten. Regelmäßig wurden Künstler in den Betrieb eingeladen, um die dortige Lebens- und Arbeitswelt künstlerisch darzustellen, wobei sowohl dokumentarische als auch künstlerisch sehr freie Werke entstanden. Es fanden acht mehrwöchige Künstlerpleinairs und fünf Studienaufenthalte im Mansfeld-Kombinat statt. Die Sammlung beinhaltet unter anderem Werke von Künstlern wie Willi Sitte, Wilhelm Schmied, Kurt Pers, Togrul Narimanbekov, Santos Chávez, Inārs Helmūts, Sarah Haffner, Grafiken von Christa Krug und Lotte Ballarin sowie Fotografien von Christiane Eisler.

## Künstlerische Motive und Stilrichtungen
Die Sammlung umfasst unter anderem Porträts von Arbeitern und Angestellten, Darstellungen der Bergbaulandschaft im Mansfelder Land sowie Szenen aus dem Arbeitsalltag. Ergänzt werden diese durch private und freizeitbezogene Motive, etwa Feste oder auf Reisen entstandene Impressionen. In den frühen 1950er Jahren dominierte eine ideologisch geprägte Bildsprache, die die Errungenschaften des Sozialismus betonte und die Arbeiterklasse in heroischer Weise darstellte. Ein Beispiel hierfür ist das Gruppenporträt des Kollektivs Ebeling-Janotta, das Wilhelm Pieck inmitten von Arbeitern zeigt.
Ab den 1970er Jahren veränderte sich die Darstellungsweise: Die Künstler entwickelten freiere, individuellere Bildsprachen und setzten sich zunehmend mit der realen Lebenswelt auseinander. Ein prominentes Beispiel hierfür ist das Diptychon Bergleute heute und morgen von Wilhelm Schmied. Darüber hinaus enthält die Sammlung ganz außergewöhnliche Werke wie die sogenannten Kosmosbilder mit Weltraummotiven und Science-Fiction-Themen von Andrei Sokolov, welche "in Zusammenarbeit mit dem sowjetischen Kosmonauten Alexei Leonov (1934-2019) geschaffen" wurden. Es handelt sich um 22 Bilder, wie sie wohl "keine andere Werkssammlung vorweisen" könne, so Breer.

## Vergleich mit anderen Werksammlungen der DDR
Im Kontext anderer betrieblicher Kunstsammlungen der DDR nimmt die Mansfeld-Galerie eine mittlere Größe ein. Während die größte Sammlung, jene der SDAG Wismut, über 4.000 Werke umfasste, gehört die Mansfeld-Galerie mit ihren knapp 400 dokumentierten Werken zu den kleineren Sammlungen. Thematisch jedoch entspricht sie weitgehend anderen betrieblichen Kunstsammlungen der DDR, die sich durch die Darstellung industrieller Arbeit, betrieblicher Gemeinschaften und sozialistischer Werte auszeichneten.

## Gegenwärtige Situation und Perspektiven
Heute ist die Sammlung im Kreisarchiv Mansfeld-Südharz untergebracht. Der Museumsverbund Erlebniswelt Museen e. V. organisiert regelmäßig Wechselausstellungen, um ausgewählte Werke der Öffentlichkeit zugänglich zu machen. Eine vollständige wissenschaftliche Aufarbeitung der Sammlung erfolgt derzeit auf Initiative von Sabine Breer, um diesen "fast vergessenen", "ungehobenen Schatz" durch Sylvia Meinel und Dr. Sara Tröster Klemm, zusammen mit einem Team aus Restauratorinnen, dem Fotografen Gustav Franz und weiteren Mitarbeiterinnen. Dabei wird die Sammlung systematisch erfasst, inventarisiert und die Bestände digitalisiert. Auch eine dauerhafte Präsentation wird angestrebt, um die Bedeutung der Sammlung für die Kunst- und Industriegeschichte der DDR zu sichern und sie einer breiteren Öffentlichkeit zugänglich zu machen. Zudem sollen verbesserte Lagerbedingungen den langfristigen Erhalt der Werke gewährleisten.